# Leptolaimus mixtus
Leptolaimus mixtus är en rundmaskart. Leptolaimus mixtus ingår i släktet Leptolaimus, och familjen Leptolaimidae. Arten är reproducerande i Sverige.